# أنطوان بريفا أوبوار
أنطوان بريفا أوبوار هو قائد فرنسي عين بالنيابة رئيساً للبنان من 2 يناير 1934 وذلك بعد الرئيس شارل دباس وحتى تعيين الرئيس حبيب باشا السعد في 30 يناير 1934.